# غار حاجی حسین
اشکفت حاجی حسین مربوط به دوران پارینه‌سنگی و دوران فرادیرینه‌سنگی است و در شهرستان پاسارگاد، بخش هخامنش، دهستان مادر سلیمان، روستای مبارک‌آباد، تنگ بلاغی، ۱۵۰ متری جنوب غرب پوزه دختر بر، غرب جاده واقع شده و این اثر در تاریخ ۱۸ شهریور ۱۳۸۷ با شمارهٔ ثبت ۲۳۳۷۹ به‌عنوان یکی از آثار ملی ایران به ثبت رسیده است.